# Свифт, Густавус Франклин
Густавус Франклин Свифт (24 июня 1839 — 29 марта 1903) — американский предприниматель, основатель «империи» мясной промышленности на Среднем Западе страны во второй половине XIX века, которой он управлял до самой своей смерти. Ему приписывается идея создания в 1877 году первого железнодорожного вагона-холодильника, что позволило его компании отправлять мясо во все регионы страны и за рубеж и положило начало так называемой «эры дешёвой говядины». Свифт также был пионером в области использования побочных продуктов животного происхождения для изготовления мыла, клея, удобрений, различных видов метизов и даже лекарственных препаратов.
Начал работать помощником мясника с 14 лет, с 1859 года стал самостоятельно заниматься забоем и торговлей скотом и вскоре открыл собственную мясную лавку в Массачусетсе.
Свифт жертвовал крупные суммы денег таким организациям, как Чикагский университет, Методистская епископальная церковь и Ассоциация молодых христиан (YMCA). Он основал «школу красноречия» Северо-Западного университета в память о своей дочери, Энни Мэй Свифт, которая умерла во время обучения там. Когда он умер в 1903 году, стоимость его компании оценивалась между 125 и 135 миллионами долларов США и имела штат в более чем 21000 работников. «Дом Свифта» производил убой двух миллионов голов крупного рогатого скота, четырёх миллионов свиней и двух миллионов овец в год. Через три года после его смерти стоимость акционерного капитала его компании превысила 250 миллионов долларов. Он и его семья были похоронены в мавзолее в Mount Hope Cemetery в Чикаго, штат Иллинойс.

## Упоминание в литературе
Своё посещение фабрики Свифта В. Г. Короленко описал в очерке «Фабрика смерти» .